# Sithor Kandal
Sithor Kandal es uno de los doce distritos que forman la provincia camboyana de Prey Veng, con una población estimada en marzo de 2008 de 56 486 habitantes. Está dividido en las siguientes  comunas (khum), que se muestran asimismo con población estimada de 2008:
- Ampil Krau 4,824
- Chrey Khmum 4,909
- Lve 4,865
- Pnov Ti Muoy 5,344
- Pnov Ti Pir 3,233
- Pou Ti 4,106
- Preaek Changkran 6,492
- Prey Daeum Thnoeng 3,061
- Prey Tueng 7,115
- Ruessei Sanh 6,223
- Rumlech 6,314[1]